# Раджан, Рагхурам
Рагхурам Говинд Раджан (англ. Raghuram Govind Rajan; род. 3 февраля 1963 года, Бхопал) — индийский экономист, профессор финансов Школы бизнеса им. Бута Чикагского университета. Председатель Резервного банка Индии в 2013—2016. Главный экономист Международного валютного фонда в 2003—2007.

## Биография
Родился в Бхопале, штат Мадхья-Прадеш в тамильской семье. Отец — офицер разведки Индии. В детстве Рагхурам жил в странах, в которых его отец работал под видом дипломата, в частности в Индонезии и Шри-Ланке.
В 1985 году получил степень бакалавра электротехники в Индийском технологическом институте в Дели. В 1987 году получил степень MBA в Индийском институте менеджмента в Ахмадабаде. В 1991 году стал доктором философии в сфере менеджмента в MIT Sloan школе менеджмента при Массачусетском технологическом институте.
С 1991 года преподавал финансы и банковское дело в Школе бизнеса им. Бута Чикагского университета.
Сентябрь 2003—январь 2007 годах — главный экономист МВФ.
В 2005 году на конференции директоров крупнейших центральных банков мира, темой которой было наследие эры Гринспена, так как она была последней для председателя Совета управляющих Федеральной резервной системы Алана Гринспена, выступил с докладом «Не стал ли мир более рискованным в результате финансового развития?». В докладе, вызвавшем критику большинства присутствовавших, высказал предостережение, что в результате дерегуляции финансового сектора работники банков, получающие большие бонусы за повышение доходов, почти не несут наказания за убытки. Из-за этого доклада имеет репутацию одного из экономистов, предупреждавших об угрозе глобального финансового кризиса до его начала.
В 2011 году президент Американской финансовой ассоциации.
10 августа 2012 — 4 сентября 2013 — главный экономический советник правительства Индии, сменил на этом посту Каушика Басу, занявшего должность шефа-экономиста Всемирного банка.
4 сентября 2013 года назначен председателем Резервного банка Индии на трёхлетний срок. В это время финансовая ситуация характеризовалась стремительным снижением курса рупии после того как глава ФРС Бен Бернанке объявил о скором завершении количественного смягчения. Инфляция в сентябре составила около 10 % в годовом исчислении. Достижением политики Раджана стало снижение этого показателя до 3,78 % в июле 2015 года. Уже в ноябре 2013 Резервный банк Индии представил новые правила, позволяющие иностранным банкам расширить своё присутствие в стране.
Преимуществом Раджана как главы центрального банка помимо его финансовой компетентности является то, что он не связан ни с банковскими, ни с промышленными корпоративными интересами. Краткосрочные интересы экономических агентов редко совпадают с долгосрочными. «Я еще не встречал промышленника, который не хотел бы понижения ставок. На каком бы уровне они ни находились», — говорит Раджан. Однако немедленное исполнение желаний промышленника может ему повредить, поэтому Раджан намерен проводить политику центрального банка в соответствии с экономическими законами.
В июне 2016 года сообщил, что не будет выдвигаться на второй срок на посту главы центрального банка, и 4 сентября оставил пост в связи с истечением срока полномочий.
Член Американской академии искусств и наук. Член «Группы тридцати».
Женат, двое детей. Жена, однокурсница по институту менеджмента в Ахмадабаде, преподаёт в школе права Чикагского университета. Вегетарианец.

## Экономические взгляды

### Книга «Спасение капитализма от капиталистов»
Капитализм — это прежде всего конкурентные рынки, которые и в теории, и на практике выгодны всем. В целом. Но «в частности» так не всегда. Каждый экономический субъект хочет равных правил игры для всех, но для себя лично — льгот и преференций. Крупным компаниям выгодна монополизация, а конкуренция грозит потерей части контрактов. Приход иностранных компаний чреват необходимостью оглядываться на условия жизни и ведения бизнеса в другой стране.
Для поддержания конкуренции важен баланс — осторожное государственное регулирование, не слишком активное, но и не пускающее всё на самотёк, как председатель ФРС США Алан Гринспен, полагавший, что частные банки, которым государство подыгрывает за счет дешёвых кредитов, могут сами регулировать уровень своих рисков. Нужно защищать капитализм как систему свободного предпринимательства, а не капиталистов; рынки, а не крупных собственников. Их интересы часто не совпадают: так, крупным собственникам проще защитить свои интересы в подконтрольном суде, а не в том, который беспристрастно относится к злоупотреблениям как в небольшой компании, так и в гигантском холдинге. В развивающихся странах нередко олигархи останавливают развитие рынков, объединяясь под предлогом спасения страны от внешней угрозы, защиты обездоленных, помощи банковской системе с теми, кто боится конкуренции: пенсионерами, безработными, бедняками-фермерами, и способствуя отказу от конкуренции в пользу политиков и чиновников, принимающих решения. Тогда и торжествует «капитализм для своих».

### Книга «Линии разлома»
Неправильные стимулы для банкиров, о которых Раджан говорил в своём докладе в 2005, лишь вершина айсберга. Хотя базовые идеи системы свободного предпринимательства правильны, линии разлома, которые привели к начавшемуся в 2008 кризису, носят системный характер.
Линии разлома первого типа обусловлены внутренним политическим давлением, особенно в США. Любой финансовый кризис имеет политические корни, так как каждая влиятельная политическая сила стремится преодолеть созданные в развитых странах ограничения финансовых излишеств.
Второй тип разломов возникает в международных торговых потоках. Германия, Япония, а затем Китай и другие развивающиеся страны сделали упор на экспорт, делающий их чрезмерно зависимыми от иностранного потребителя. В результате страны-экспортёры предоставили странам-потребителям возможность жить в долг. Чтобы переориентировать экономику на внутренний спрос необходимы реформы, но их проведение осложняется из-за старения населения стран-экспортёров.
Третья линия разлома возникает из-за того, что во многих развивающихся странах, в том числе в Индии, КНР и России, финансовые системы непрозрачны, главная ценность в таких системах заключается в «связях» (капитализм для своих), условия контрактов часто результат инсайдерских сговоров, а не объективной экспертизы. Часто источником финансирования для таких стран являются иностранные банки, они при ухудшении ситуации забирают свои деньги, и это приводит к разрушительным экономическим и политическим кризисам в Мексике, Аргентине, Малайзии, Таиланде, Индонезии.
Автор предлагает 3 рецепта: 1) реформировать финансовую систему, отказавшись от правил игры, выгодных немногим; 2) остановить рост социальной поляризации, сократив неравенства в доступе к улучшению человеческого капитала; 3) помешать росту дисбалансов, когда экономический успех целых стран зависит от иностранных потребителей.

## Награды
- 2003 — Премия Фишера Блэка Американской финансовой ассоциации для учёных-экономистов до 40 лет
- 2010 — Премия и медаль Бернарда Хармса
- 2010 — Приз Financial Times и Goldman Sachs за лучшую книгу в области бизнеса («Линии разлома: скрытые трещины, всё ещё угрожающие мировой экономике»)[7]
- 2013 — Премия Deutsche Bank за вклад в финансовую науку
- 2014 — Приз журнала Euromoney лучшему главе центрального банка 2014 года[8]
- 2015 — Приз журнала Central Banking лучшему главе центрального банка 2014 года[9]

## Публикации
- Зингалес Л., Раджан Р. Спасение капитализма от капиталистов: Скрытые силы финансовых рынков — создание богатства и расширение возможностей[англ.] = Saving Capitalism from the Capitalists: Unleashing the Power of Financial Markets to Create Wealth and Spread Opportunity (2003). — М.: Институт комплексных стратегических исследований; ТЕИС, 2004. — 492 с. PDF
- Раджан Р. Линии разлома: скрытые трещины, всё ещё угрожающие мировой экономике. — М.: Издательство Института Гайдара, 2011. — 416 с. (Fault Lines: How Hidden Fractures Still Threaten the World Economy. Princeton University Press, 2011)
- Дуглас Даймонд, Анил Кашьяп, Рагурам Раджан Банковское дело и эволюция целей банковского регулирования // Journal of Political Economy, 2017, vol. 125, № 6. (Перевод с англ. — Максим Дмитриев) istmat.org
- Третья опора: Как рынки и государство пренебрегают сообществом = The Third Pillar: How the State and Markets are leaving Communities Behind. / Пер. с англ. С. Моисеева. — М.: Издательство Института Гайдара, 2025. — 488 с. ISBN 978-5-93255-688-7